# ريني جيلمارتن
ريني جيلمارتن (بالإنجليزية: Rene Gilmartin)‏ (31 مايو 1987 بدبلن في جمهورية أيرلندا - ) هو لاعب كرة قدم أيرلندي في مركز حراسة المرمى. شارك مع منتخب جمهورية أيرلندا تحت 20 سنة لكرة القدم ومنتخب جمهورية أيرلندا تحت 21 سنة لكرة القدم. أما مع النوادي، فقد لعب مع باتريك أتلتيك ونادي واتفورد ونادي والسول ويوفل تاون ونادي هدنسفورد تاون ونادي ووستر سيتي ونادي كرولي تاون ونادي بليموث أرجايل.

## وصلات خارجية
- ريني جيلمارتن على موقع قاعدة بيانات كرة القدم.إي يو (الإنجليزية)
- ريني جيلمارتن على موقع Soccerbase.com (لاعب) (الإنجليزية)
- ريني جيلمارتن على موقع Soccerway.com (الإنجليزية)
- ريني جيلمارتن على موقع AS.com (الإسبانية)